# 아파넷

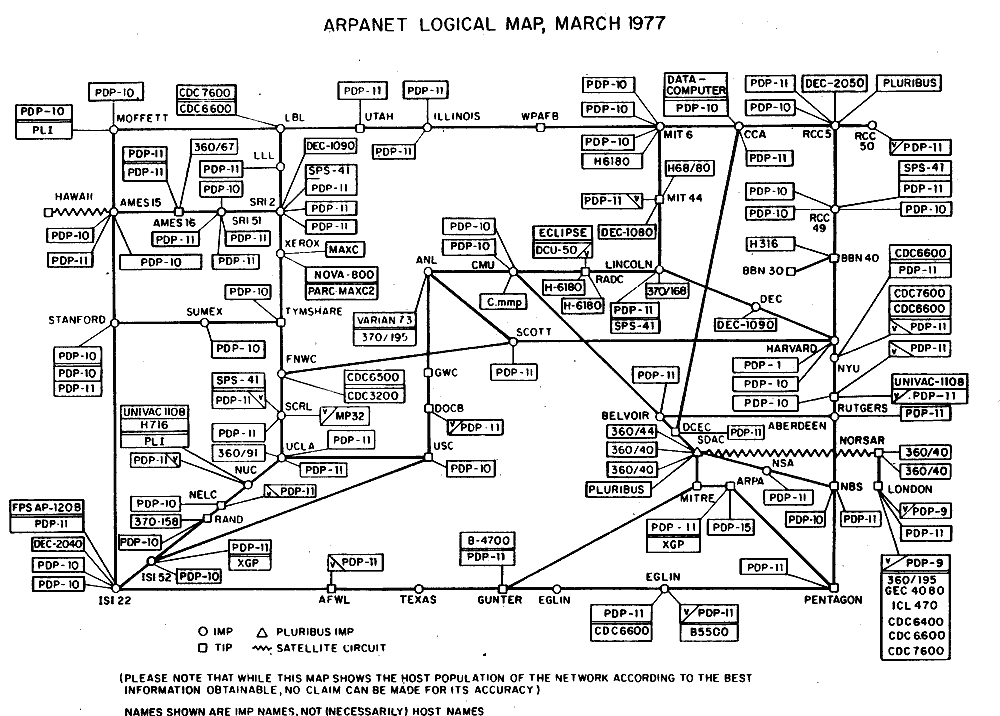
1977년 3월 아파넷의 논리 지도

아파넷(ARPAnet)은 미국 국방부의 고등 연구 계획국(Advanced Research Project Agency : 약칭 ARPA, 문화어: 현대연구계획국망)의 주도하에 만들어진 세계 최초의 패킷 스위칭 네트워크로 1969년에 시작되었으며, 현재의 인터넷의 원형으로 알려져 있다. 아파넷이라는 글자는 모두 대문자로 ARPANET로 표시되는 경우가 많다.
당시엔 회로 스위칭이 많이 쓰이고 있었지만, 아파넷의 발족한 뒤로 이제까지 패킷 스위칭이 데이터와 음성을 주고 받는 데에 널리 쓰이고 있다.
발족 당시의 노드로는 UCLA, 캘리포니아 대학교 산타바바라, 스탠퍼드 연구소(SRI), 유타 대학교의 네 군데가 있었다.
아파넷은 NCP(Network Control Program)라는 전송 통신규약(프로토콜)을 사용하였으나, 1983년 TCP/IP가 이를 대체하며 지금의 인터넷으로 진화하게 되었다.

## 같이 보기
- .arpa